# 15228 Ronmiller
15228 Ronmiller è un asteroide della fascia principale. Scoperto nel 1987, presenta un'orbita caratterizzata da un semiasse maggiore pari a 2,1549203 UA e da un'eccentricità di 0,1390067, inclinata di 2,76134° rispetto all'eclittica.